# Hàn Đông Quân
Hàn Đông Quân (tiếng Trung: 韩东君, tiếng Anh: Elvis Han, sinh ngày 21 tháng 7 năm 1992) là một diễn viên nam người Trung Quốc. Anh được biết nhiều qua bộ phim Pháp sư Vô Tâm và Nhân sinh nếu như lần đầu gặp gỡ.

## Tiểu sử
Hàn Đông Quân học trung học ở Vancouver, Canada từ năm 2007 đến năm 2011. Gia đình Hàn Đông Quân muốn anh học đại học về ngành thiết kế nội thất, nhưng sau đó anh lại quan tâm đến biểu diễn và diễn xuất. Anh trở về Trung Quốc và nộp đơn xin vào học tại Học viện Hý kịch Thượng Hải năm 2012 và tốt nghiệp vào tháng 7 năm 2016.
Hàn Đông Quân cũng là một tay đua ô tô được chuyên nghiệp, đã nhận được chứng nhận từ Liên đoàn Thể thao Ô tô của Cộng hòa Nhân dân Trung Hoa (FASC). Anh sau đó còn đóng vai một tay đua trong bộ phim thể thao Speed (2018).

## Danh sách phim

### Phim điện ảnh
| Năm  | Tên phim               | Tên tiếng Trung | Vai diễn                          | Ghi chú |
| ---- | ---------------------- | --------------- | --------------------------------- | ------- |
| 2011 | Vancover Rock and Roll | 温哥华酱油乐队  | Tô Phán                           |         |
| 2019 | Tôi và đất nước tôi    | 我和我的祖国    | Phi công trong lữ đoàn không quân | [ 4 ]   |

### Phim truyền hình
| Năm  | Tên phim                                               | Tên tiếng Trung    | Vai diễn        | Bạn diễn        | Ghi chú    |
| ---- | ------------------------------------------------------ | ------------------ | --------------- | --------------- | ---------- |
| 2014 | Thần điêu đại hiệp                                     | 神雕侠侣           | Võ Tu Văn       |                 | [ 5 ]      |
| 2015 | Pháp sư Vô Tâm                                         | 无心法师           | Vô Tâm          | Kim Thần        | Web series |
| 2015 | Thời gian tươi đẹp                                     | 大好時光           | La Nhất Dương   |                 | [ 6 ]      |
| 2016 | Tiên kiếm kỳ hiệp 5: Vân chi phàm (Tiên kiếm kỳ duyên) | 仙剑云之凡         | Khương Vân Phàm | Cổ Lực Na Trát  | [ 7 ]      |
| 2017 | Pháp sư Vô Tâm 2                                       | 无心法师II         | Vô Tâm          |                 | Web series |
| 2018 | Nhân sinh nếu như lần đầu gặp gỡ                       | 人生若如初相见     | Dịch Liên Khải  | Tôn Di          | Web series |
| 2018 | Tam Quốc cơ mật                                        | 三国机密           | Tư Mã Ý         |                 | Web series |
| 2018 | Trở lại tuổi 20                                        | 重返20岁           | Ngưu Văn Chính  | Hồ Băng Khanh   | [ 11 ]     |
| 2018 | Thanh xuân cực tốc                                     | 极速青春           | Lộ Kiệt         |                 | [ 12 ]     |
| 2018 | Hóa ra anh vẫn ở đây                                   | 原来你还在这里     | Trình Tranh     | Dương Tử San    | [ 13 ]     |
| 2020 | Pháp sư Vô Tâm III                                     | 无心法师III        | Vô Tâm          | Trần Dao        | [ 14 ]     |
| TBA  | Our Story in Beijing                                   | 北京往事           |                 | Thư Sướng       |            |
| TBA  | My Talent Neighbour                                    | 走起！我的天才街坊 | Chen Xiao       | Bành Tiểu Nhiễm | [ 15 ]     |
| TBA  | Yu Lie                                                 |                    |                 | Từ Lộ           | Vai chính  |
| TBA  | Fei Teng Ren Sheng                                     |                    |                 | Hám Thanh Tử    | Vai chính  |

### Kịch
| Năm  | Tên vở kịch             | Tên tiếng Trung | Vai diễn | Ghi chú |
| ---- | ----------------------- | --------------- | -------- | ------- |
| 2014 | Chuyện tình cây táo gai | 山楂樹之戀      | Lão Tam  | [ 16 ]  |

## Giải thưởng và đề cử
| Năm  | Giải                                                | Hạng mục                                 | Đề cử qua                          | Kết quả   | Ghi chú |
| ---- | --------------------------------------------------- | ---------------------------------------- | ---------------------------------- | --------- | ------- |
| 2016 | Lễ trao giải Phim truyền hình Trung Quốc chất lượng | Nam diễn viên mới                        | Pháp sư Vô Tâm, Thời gian tươi đẹp | Đoạt giải | [ 17 ]  |
| 2016 | Golden Guduo Media Awards                           | Nam diễn viên xuất sắc nhất (Web series) | Pháp sư Vô Tâm                     | Đoạt giải | [ 18 ]  |
| 2017 | 14th Giải thưởng của tạp chí Esquire                | Nghệ sĩ thời trang nhất                  | —                                  | Đoạt giải | [ 19 ]  |